# District de Sawa
Le district de Sawa (佐波郡, Sawa-gun) est un district situé dans la préfecture de Gunma, au Japon.

## Géographie

### Démographie
Au 1er janvier 2014, la population du district de Sawa était de 37 010 habitants répartis sur une superficie de 25,81 km2.

### Divisions administratives
Le district de Sawa est constitué du seul bourg de Tamamura.